# 久米村 (埼玉県)
久米村（くめむら）は1889年（明治22年）の町村制施行時に埼玉県入間郡に存在した村。現在の所沢市の中南部に位置する。

## 歴史

### 村名の由来
かつて久米某と名乗るものがこの地に居住したためとして命名された旧村名による。

### 沿革
- 『新編武蔵風土記稿』の入間郡久米村の記述では、家数118[2]。
- 1889年（明治22年）4月1日 - 町村制施行に伴い以下の変更が行われた。
  - 入間郡久米村の大部分（字下原・東・境久保・永源寺・北久米・宮ケ谷戸・吉原・将軍塚・八国・鳩峰・北大谷・南大谷）が単独で村制を施行。人口751人[1]。大字は持たなかった[1]。北秋津村、荒幡村と町村組合を結成し、吾妻組合村となる。
  - 所沢町が入間郡久米村の一部（字金山）・上新井村の一部（字本宿）を編入、所沢町の一部（字開発・字稲荷久保）を分離のうえ単独で町制を施行。字金山が所沢町大字久米となる[3][1]。この頃の人口331人[3]。
- 1891年（明治24年）5月1日 - 吾妻組合村3村が合併し、吾妻村の村域となる。それまで久米村に属していた範囲は吾妻村大字久米となる。吾妻村役場が設置される。
- 1943年（昭和18年）4月1日 - 所沢町・吾妻村が小手指村・富岡村・山口村・松井村と合併し、改めて所沢町が発足。（旧）所沢町大字久米と吾妻村大字久米が統合されて（新）所沢町大字久米となる[1]。